# パンドラの匣 (小説)
『パンドラの匣』（パンドラのはこ）は、太宰治の書簡体形式の長編小説。新聞小説。
「健康道場」という名の結核療養所を舞台に繰り広げられる恋愛模様を通じて、青年・ひばりの成長を描く。
1947年と2009年に映画化されている。

## 執筆の背景と発表
本作品は、太宰の読者であった木村庄助の病床日記がもとになっている。
1940年（昭和15年）8月より太宰と頻りに文通していた木村庄助は、1943年（昭和18年）5月13日、病苦のため22歳で自殺する。同年7月11日、遺言により日記全12冊が太宰宛てに送付される。日記は京都の丸善に製本させたもので、「健康道場にて」と記した日記の背には太宰の短編「善蔵を思ふ」を模して「太宰治を思ふ」と刷り込んであったという。
1943年（昭和18年）10月末、太宰は木村の日記をもとに「雲雀の声」を書き上げる。小山書店より刊行する予定であったが、検閲不許可のおそれがあるため版元と相談の結果一旦出版を中止。その後許可が下り小山書店より出版される運びとなった。ところが1944年（昭和19年）12月、戦災のため発行間際の本が全焼。本作品はその時残った校正刷をもとにして執筆されたものである。1945年（昭和20年）11月9日までに脱稿。
地方紙『河北新報』1945年10月22日から1946年（昭和21年）1月7日にかけて、64回にわたって掲載された。

## 刊行と検閲
1946年6月5日、河北新報社より刊行。1947年（昭和22年）6月25日、双英書房から改訂版が刊行されている。河北新報社から刊行された初収本には双英書房の創業者である岩月英男の所蔵本があり（2010年時点で個人所蔵）。太宰自筆による書き込みがあり、改訂版の刊行に活かされている。岩月英男は太宰と同じ井伏鱒二門下で、実家が山梨県甲府市甲運村（現在の甲府市和戸町）にあり、戦時中には井伏を疎開させている。太宰も妻の実家のある甲府市水門町（甲府市朝日）に疎開しており、岩月家を通じて交流があったと考えられている。
河北新報社本と双英書房本では61箇所の異同が指摘され、多くは句読点や送り仮名、漢字表記や改行など文法上の改訂であるが、天皇に対する表現など内容の解釈に関わる部分もあることが指摘される。また、太宰作品ではプランゲ文庫の調査により2009年時点で単行本4点・7作品においてGHQによる検閲が行われている。太宰自筆の書き込みのある『パンドラの匣』個人所蔵本においてもGHQによる検閲印が押されており、プランゲ文庫所蔵の河北新報社版『パンドラの匣』では4箇所の部分削除（deletion）の指示が確認されている。
新潮文庫版では『正義と微笑』と一緒にされている。本作が表題。

## あらすじ
「健康道場」と称する或る療養所で、結核と闘っている20歳の青年から、その親友に宛てた手紙という形式で綴った物語。

## 備考
- 2009年、河北新報社から1946年当時の内容と装幀で復刻版が刊行された[10]。
- 2014年7月24日、本書の電子書籍版がITmediaより発売された[11]。
- 敗戦直後の福岡で発行された総合文化誌『文化展望』創刊号（1946年4月号、三帆書房）に掲載された太宰の回想記「十五年間」の終わりに『パンドラの匣』の一場面が引用されている[12]。

## 看護婦の日記 (1947年の映画)
1947年7月公開の日本映画。製作は大映。『パンドラの匣』を原作とするこの映画のタイトルは当初『思春期の娘達』であったが、太宰がこれを嫌い『看護婦の日記』と改められた。
スタッフ
- 監督：吉村廉
- 監督助手：岡田五六、遠藤俊雄
- 企画：中代冨士男
- 脚本：八木澤武孝
- 編輯：辻井正則
- 音楽：齊藤一郎

キャスト
- 竹さん - 折原啓子
- マア坊 - 関千恵子
- ひばり - 小林桂樹
- 大月さん - 徳川夢声
- かつぽれ - 杉狂児
- 院長 - 見明凡太郎
- 固パンの姉 - 奈良光枝
- ひばりの母 - 平井岐代子
- 固パン - 小原利之
- 西脇さん - 花布辰夫
- 青大将 - 泉靜治
- エミチャン - 杉禎子
- 医局員 - 久松玉城、原田詃
- 患者 - 明富士汎夫、杉森麟、中佐古初三
- マア坊の弟 - 黒須幹彦
- ガクラン - 由利惠子
- ラジオ - 日高万里子
- 孔雀 - 望月圭子
- ウルメ - 澤紀子
- ウケ - 浮田由子
- ウグヒス - 藍三千子
- 金魚 - 池上湧子

## パンドラの匣 (2009年の映画)
2009年10月10日公開の日本映画。配給は東京テアトル。上映時間94分。川上未映子はこの映画の演技により複数の新人女優賞を受賞した。
スタッフ
- 監督・脚本・編集 ： 冨永昌敬
- プロデューサー ： 西ヶ谷寿一、大野敦子
- 音楽 ： 菊地成孔

キャスト
- ひばり - 染谷将太
- 竹さん - 川上未映子
- マア坊 - 仲里依紗
- つくし - 窪塚洋介
- 越後獅子 - 小田豊
- 固パン - ふかわりょう
- かっぽれ - 杉山彦々
- 大月キヨ子 - KIKI
- ひばりの母 - 洞口依子
- 場長 - ミッキー・カーチス
- 孔雀 - 笠木泉
- ハイチャイ - 瀬戸夏実
- キントト - 原陽子
- 青大将 - 政岡泰志
- 熊手 - 磯部泰宏
- 追剥 - 守屋文雄
- ダットサン - 赤松英和
- 冷奴 - 渡辺英基
- 郵便屋 - 尾本貴史